# Charles William Andrews
Charles William Andrews (Hampstead, 30 ottobre 1866 – 25 maggio 1924) è stato un paleontologo britannico, la cui carriera come paleontologo di vertebrata si svolse, sia come curatore che sul campo, nei servizi del British Museum, dipartimento di geologia.

## Biografia
Laureato all'Università di Londra, Andrews venne nominato assistente nel British Museum, dopo un concorso, nel 1892. I suoi primi lavori riguardavano i fossili di uccelli, e descrisse l'Aepyornis titan, l'estinto "uccello elefante" del Madagascar (1894). Notò le connessioni tra i Rallidae di Mauritius, Isole Chatham e Nuova Zelanda ampiamente separate e dedusse che la loro caratteristica che li rendeva incapaci di fuga si era indipendentemente evoluta sul posto.
La donazione che Alfred Nicholson Leedsfece al British Museum di una collezione di rettili marini del giurassico, ritrovati nell'Oxford Clay di Peterborough, suscitò il suo interesse per i plesiosauria e altri rettili marini che portarono alla elencazione in un catalogo della collezione di Leeds al British Museum (2 voll. 1910-13). Il suo interesse per questo settore non ebbe però seguito. Il suo ultimo scritto, pubblicato postumo, riguardava le impronte della pelle e altre strutture morbide conservate in una pinna di ittiosauro del Leicestershire.
Nel 1897 fu scelto per trascorrere diversi mesi all'Isola di Natale nell'Oceano Indiano, per ispezionarla prima che le attività di estrazione del fosfato compromettessero la sua storia naturale. I risultati furono pubblicati dal British Museum nel 1900.
Dopo il 1900, la sua salute iniziò lentamente a peggiorare e fu mandato a trascorrere i mesi invernali in Egitto. Lì collaborò con Beadnell del Geological Survey d'Egitto, ispezionando fossili di pesci d'acqua dolce ad al-Fayyum, dove Andrews notò la fauna dei mammiferi non precedentemente rilevata e realizzò una pubblicazione sul Moeritherium, un elefante primitivo, il Palaeomastodon beadnelli, seguita dal suo Catalogo descrittivo.
Nel 1916 venne insignito della Medaglia Lyell della Geological Society. Fu anche un membro attivo della Zoological Society.